# Charles Hermans (jurist)
Charles Théodore Hermans (Lawang (Java, Nederlands-Indië), 13 september 1932 – Den Haag, 11 juni 2015) was een Nederlands jurist en voormalig raadsheer en vicepresident bij de Hoge Raad der Nederlanden.

## Loopbaan
Hermans studeerde rechtsgeleerdheid aan de Rijksuniversiteit Leiden, waar hij in 1954 zijn meestertitel behaalde. Hij was achtereenvolgens rechter bij de arrondissementsrechtbank te Maastricht (1964-1971), vicepresident aldaar (1972-1979). Sinds 1979 was hij raadsheer bij de Hoge Raad, waar hij in 1992 vicepresident werd.